# Mennica w Mitawie

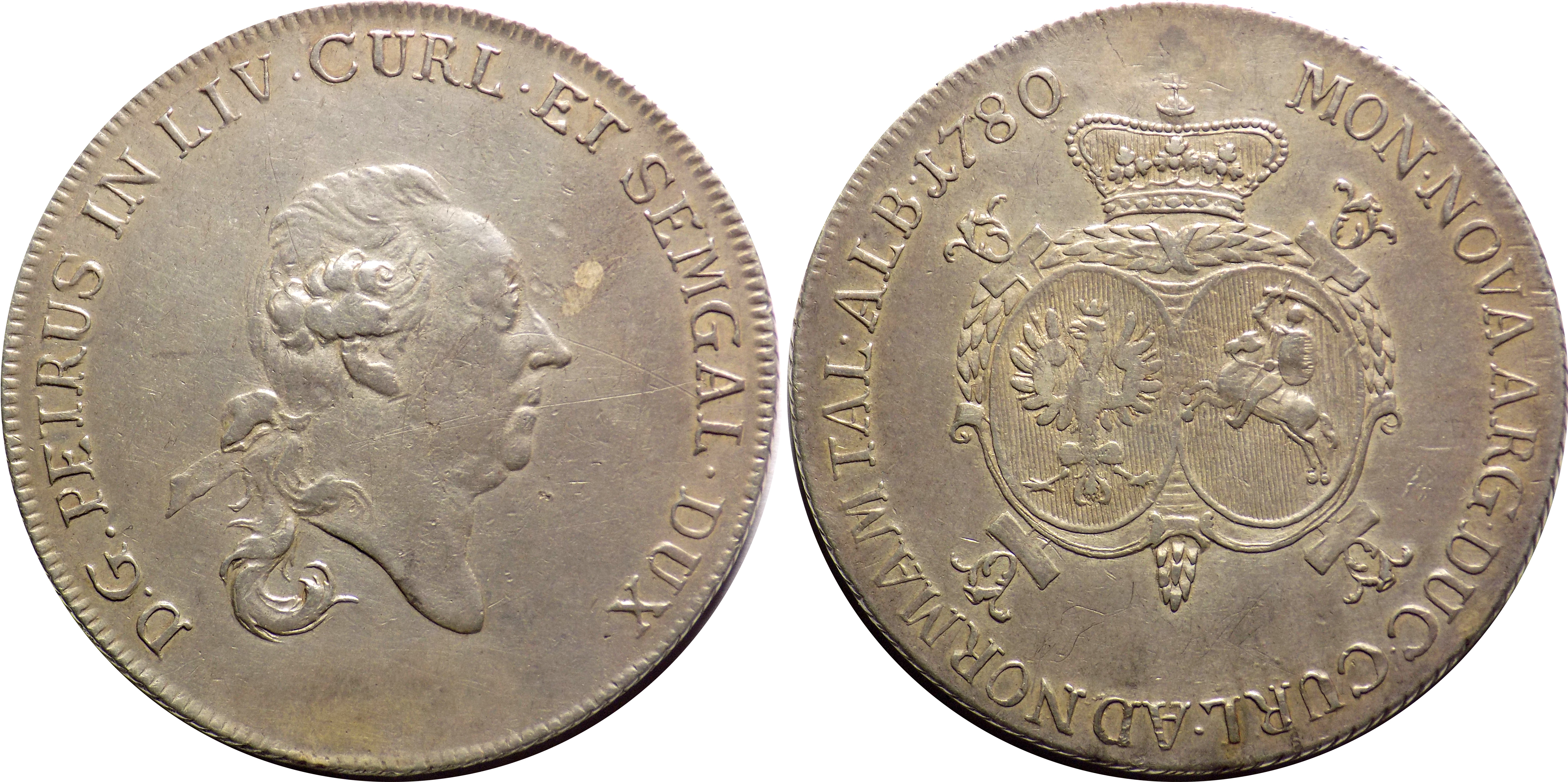
Talar (1780) z Mitawy

Mennica w Mitawie – lenna, kurlandzka mennica książęca w mieście o tej samej nazwie, w której bito za:
- Gotharda Kettlera:
  - dwudenary (1578–1579),
  - szelągi (1575–1577),
  - talary (1575, 1576),
- Fryderyka Wilhelma Kettlera:
  - szelągi (1596, 1600–1602, 1604–1607, 1610–1611),
  - trojaki (1596–1600, 1604, 1606),
- Jakuba Kettlera:
  - szelągi (1646, 1662, bez daty),
  - talary (1644–1646),
  - dukaty (1644–1646),
- Fryderyka Kazimierza Kettlera (sygnowane inicjałami GAH od micmistrza Gustawa Adolfa Hillego):
  - szelągi (bez daty, 1696),
  - półtoraki (1687, 1689–1690, 1695–1696),
  - szóstaki (1694),
  - orty (1694),
  - dukaty (1698),
- Karola Krystiana Wettyna (sygnowane inicjałami CHS od zarządcy Konrada Henryka Schwerdtnera):
  - szelągi (1762),
  - grosze (1762),
  - szóstaki (1762),
- Ernesta Jana Birona (sygnowane inicjałami ICS od mincerza Justusa Karola Schrödera, IFS od zarządcy Jana Fryderyka Schmickerta i G od rytownika Grafensteina):
  - szelągi (1764),
  - grosze (1763–1764),
  - trojaki (1764–1765),
  - szóstaki (1763–1764),
  - orty (1764),
  - dukaty (1764),
- Piotra Birona:
  - talary (1780),
  - dukaty (1780).